# Халназаров, Мухомед
Мухомед Халназаров (1913 год, Мервский уезд, Закаспийская область, Туркестанский край — 18 октября 1974 года, Марыйский район, Марыйская область, Туркменская ССР) — бригадир колхоза «Зарпчи» Марыйского района Марыйской области, Туркменская ССР. Герой Социалистического Труда (1949).

## Биография
Родился в 1913 году в крестьянской семье в одном из сельских населённых пунктов Мервского уезда (сегодня — Марыйский этрап Марыйского велаята).
Окончил местную начальную школу. Трудился в частном сельском хозяйстве. С середины 1930-х годов трудился рядовым колхозником, бригадиром на хлопковых полях колхоза «Зарпчи» Марыйского района, председателем которого с 1940 года был Алла Берды Атакаррыев.
В 1947 году бригада под его руководством собрала в среднем с каждого гектара по 61,3 центнеров хлопка-сырца на участке площадью 6 гектаров. Указом Президиума Верховного Совета СССР от 5 апреля 1948 года удостоен звания Героя Социалистического Труда за «получение высокого урожая хлопка в 1947 году» с вручением ордена Ленина и золотой медали «Серп и Молот» (№ 1721).
Проживал в Марыйском районе. С 1968 года — персональный пенсионер союзного значения. Умер в 1974 году.
Награды
- Герой Социалистического Труда
- Орден Ленина
- Медаль «За трудовую доблесть» — дважды (11.06.1949; 30.07.1951)